# Basilique Saint-Romain de Blaye
Ne doit pas être confondu avec Église Saint-Romain de Blaye.
La basilique Saint-Romain est un ancien sanctuaire érigé au IVe siècle dans la ville de Blaye, dans l'actuel département de la Gironde. Nécropole des rois Mérovingiens d'Aquitaine, elle accueille selon la tradition la sépulture de Roland, neveu de Charlemagne et comte de Blaye, celle d’Olivier, son compagnon et celle de l’archevêque Turpin, tués à la bataille de Roncevaux.
Détruite à la fin du XVIIe siècle pour laisser la place au glacis de la citadelle de Blaye, ses ruines sont redécouvertes dans les années 1960.

## Présentation
La basilique Saint-Romain est édifiée dans la seconde moitié du IVe siècle afin d'abriter le tombeau de saint Romain de Blaye (†385), un ascète  venu d'Afrique du Nord, considéré comme l'évangélisateur de la région du Blayais. Ce premier martyrium formant une basilique à deux niveaux devient ultérieurement la nécropole des rois d'Aquitaine Caribert II et de son fils Chilpéric, assassinés en 632.
En 788, la basilique accueille le tombeau du comte Roland, seigneur de Blaye, tué par les vascons à Roncevaux. Au IXe siècle, les restes de saint Sichaire sont transférés dans la crypte, qui devient dès lors un lieu de pèlerinage important sur la route de Saint-Jacques de Compostelle.
Fortement endommagée lors des guerres de religion, la basilique est remaniée à la fin du XVIe siècle, tandis que la présence de pèlerins périclite. Le sanctuaire est finalement sacrifié lors de l'édification de la citadelle au XVIIe siècle.
Des fouilles archéologiques entamées en 1969 permettent de redécouvrir les fondations de la basilique. Au cours de celles-ci ont été notamment redécouverts plusieurs chapiteaux datés du VIe siècle au XIe siècle, aujourd'hui exposés au musée archéologique de la ville de Blaye.